# Vloga za Emo
Vloga za Emo je slovenski mladinski film iz leta 2014. Režiral ga je Alen Pavšar, za katerega je to celovečerni prvenec.
Ogledalo si ga je 29.444 gledalcev. Večji del je bil posnet v Šolskem centru Celje, od koder je večina sodelujočih, vključno z glavno igralko Safranovo, ki je umrla septembra 2014, ko je njen avto zapeljal v narasel potok Bolska na Vranskem. Pavšar je s filmom želel opozoriti na pomen vztrajnosti.

### Zgodba
Nezadovoljna srednješolka Ema opravi avdicijo za novinarko šolske televizije Pozitiva TV, ki daje poudarek na pozitivne novice. Dobi tudi novo, svobodomiselno prijateljico Tajo. Ugotavlja, da je delo v svetu medijev težko.

## Produkcija in financiranje
Projekt je bil zavrnjen na razpisu Slovenskega filmskega centra. Podprli so ga sponzorji. Porabili so 42 snemalnih dni. Zakonca Pavšar in Zorkova sta profesor in svetovalna delavka na Srednji šoli za strojništvo, mehatroniko in medije. Scenarij je nastal po knjigi MotivAkcija za mlade Zorkove in Smiljana Morija iz leta 2012.

## Kritike
Igor Harb je pohvalil visok nivo produkcije in uporabo pogovornega jezika, ni pa maral prevelikega števila stereotipnih situacij, neprepričljivih likov in zmedenega skakanja z ene teme na drugo. Marcel Štefančič jr. je napisal, da je zgodbo Pavšar motil in povozil s svojimi težkimi motivacijskimi sporočili.

## Zasedba
| - Lara Safran: Ema - Slavica Mikač: Taja, Emina prijateljica - Jan Pušavec: Jur, Emina simpatija - Tina Gorenjak: uhanarka - Vojko Belšak: Erik | - Alida Bevk: Ester - Marko Ujc: trener - Blaž Setnikar: Mark - Rok Vihar: Tajin oče - Monika Oset: Mina | - Matic Oset: Sven - Urban Pajk: Jon - Iztok Gartner: profesor - Zlatan Čordić: strojnik - Manca Košir: TV gost 1 | - Smiljan Mori: TV gost 2 - Maja Smajilovič: učiteljica - Niko Krhlanko: Nejc - Tanita Rose: dekle v klubu |

## Ekipa
- fotografija: Simon Gosnik
- glasba: Tim Žibrat in Danilo Kapel
- montaža: Aleš Pavšar
- scenografija: Lina Zupanc

## Nagrade
- zlata rola za nadpovprečno število gledalcev (podeljujeta Kolosej in Društvo slovenskih filmskih ustvarjalcev)